# Международная федерация либеральной молодёжи
Международная федерация либеральной молодёжи (англ. International Federation of Liberal Youth) — международная либеральная молодёжная организация, сокращённое имя IFLRY. Состоит из глобальных членов национальных международных организаций. В основном это молодёжные ячейки политических партий, входящих в Либеральный Интернационал.
IFLRY продолжает двух своих предшественниц. Первая Всемирная федерация либеральной и радикальной молодежи (WFLRY), основана в 1947 году. WFLRY также глобальная организация, но большинство членов были активны в Европе. Это привело в 1969 году на отдельном формировании Европейская федерация либеральной и радикальной молодежи (EFLRY). WFLRY была распущена в 1978 году и переименовали себя в Международную федерацию либеральной и радикальной молодежи (IFLRY). В 2001 организация была переименована в Международную федерацию либеральной молодёжи.
От России полным членством в IFLRY обладает молодёжное движение «Весна». Петербургское отделение Молодёжного Яблока обладает неполным членством.